# قلعة الشهوان
قلعة الشهوان هي قلعة أثرية تقع في مدينة تيماء التابعة لمنطقة تبوك شمال المملكة العربية السعودية، القلعة تقع بالقرب من بئر هداج التاريخي.

## الوصف
تعود ملكية القلعة لعائلة الشهوان  وقد بنيت القلعة من الطين قبل حوالي 200 عام ويحيط بها مزارع النخيل والأشجار المختلفة.